# Anthony Gerhard Alexander van Rappard
Anthony Gerhard Alexander ridder van Rappard (Utrecht, 5 oktober 1799 - aldaar, 1 april 1869) was een Nederlandse politicus.

## Leven en werk
Van Rappard was een zoon van Carel Paul George ridder van Rappard en van Maria Anna van der Hoop. Hij studeerde Romeins en hedendaags recht aan de Universiteit Utrecht en promoveerde aldaar in 1824. Hij nam in 1831 deel aan de Tiendaagse Veldtocht. Van Rappard was een vertrouweling van de koningen Willem II en Willem III. Hij trad vaak bemiddelend op tussen Willem III en diens ministers. Na een ambtelijke loopbaan werd hij secretaris van de Staatssecretarie en in 1841 directeur van het Kabinet des Konings. Als zodanig was hij zeer invloedrijk en speelde hij regelmatig een belangrijke rol bij het formeren van kabinetten. In 1854 werd hij minister van Hervormde Eredienst en eind 1856 nam hij Binnenlandse Zaken over van Simons. In die functie bracht hij de Lager-onderwijswet in het Staatsblad. Zijn politieke rol was daarna uitgespeeld, maar hij werd wel president-curator van Utrechtse universiteit. Van Rappard was nog wel in functie als president van De Commissie van beheer der Nalatenschap van Z.M. Koning Willem II. In deze hoedanigheid hield hij zich bezig met de verdeling van de eigendommen van koning Willem II, de aflossing van diens schulden en de schenking van Willem II zijn paleis in Tilburg aan het gemeentebestuur van die stad voor de vestiging van een Rijks-HBS.
Van Rappard was Ridder (1837), Commandeur (1842) en drager van het Grootkruis (1857) in de Orde van de Nederlandse Leeuw. Ook werd hij onderscheiden met het Grootkruis in de Orde van de Eikenkroon (1847). Van Rappard was ongehuwd. Hij woonde bij zijn oudere broer Frans Alexander van Rappard. Van Rappard overleed in april 1869 op 69-jarige leeftijd in zijn woonplaats Utrecht.
- Biografisch Portaal: 10123103
- Gemeinsame Normdatei: 116334916
- International Standard Name Identifier: 0000 0000 1030 7306
- Nederlandse Thesaurus van Auteursnamen: 070066361
- Parlement.com: vg09lljfu8xm
- Virtual International Authority File: 57364132
- WorldCat: E39PBJbttMxwRJhQdrvPqV8Bfq